# Lothar Theodor Lemper
Lothar Theodor Lemper (* 1. März 1946 in Brauweiler) ist ein deutscher Politiker und ehemaliger Landtagsabgeordneter der CDU.

## Leben und Beruf
Nach dem Abitur und einer kaufmännischen Ausbildung studierte Lemper an der Pädagogischen Hochschule Rheinland und an der Universität Köln. 1984 wurde er über das Thema Privatschulfreiheit – Eine Untersuchung zur Genese, Praxis und Chance eines Grundrechtes promoviert. Danach war er als Lehrer in Brühl tätig. Seit 2009 ist er Honorarprofessor an der Rheinischen Fachhochschule Köln für die Fächer Rhetorik und Verfassungstheorie.
Der CDU gehört Lemper seit 1964 an. Er war längere Zeit in verschiedenen Parteigremien tätig, u. a. als Vorsitzender des CDU-Stadtverbands Brühl. 1998 bis 2004 war Lemper Leiter des Bereichs Stiftungen der Kreissparkasse Köln, bevor er zur Otto Benecke Stiftung e. V. wechselte. Deren Geschäftsführender Vorsitzender war er bis Juli 2014, danach Vorsitzender des Vorstands; seit dem Jahr 2017 ist Lemper wieder Geschäftsführender Vorsitzender.
Im August 2009 verurteilte das Landgericht Köln Lemper zu einer Geldstrafe von mehr als 10.000 €. Das Gericht sah es als erwiesen an, dass er gemeinsam mit acht weiteren Kölner CDU-Politikern Großspenden gestückelt und damit verschleiert habe. Im April 2011 hob der Bundesgerichtshof das Urteil auf und verwies es an eine andere Wirtschaftskammer des Landgerichts zurück. Das Verfahren wurde im Februar 2012 endgültig eingestellt, nachdem Lemper Auflagen des Gerichts erfüllt hatte.
Ab 2012 war Lemper einer der Geschäftsführer der German Doctor Exchange GmbH. Gesellschafterin dieser GmbH, die sich der sprachlichen und fachlichen Ausbildung ausländischer Akademiker und deren Integration in den deutschen Arbeitsmarkt widmet, war bis Mai 2017 die Otto Benecke Stiftung e.V. 2014 konnte bei der German Doctor Exchange GmbH ein Kapitalfehlbetrag von 2,27 Mio. € nur durch einen Rangrücktritt gedeckt werden. Im Juli 2015 wurde Lemper einer der Geschäftsführer der neu gegründeten GPE Academy GmbH, die im Bereich der Fort- und Weiterbildung tätig ist.

## Abgeordneter
Vom 28. Mai 1975 bis zum 28. Mai 1980 war Lemper Mitglied des Landtags des Landes Nordrhein-Westfalen. Er wurde im Wahlkreis 013 Köln-Land II direkt gewählt.
Von 1976 bis 1988 war er Kreistagsfraktionsvorsitzender der CDU im Rhein-Erft-Kreis. Dem Rat der Stadt Köln gehörte er von 2004 bis 2009 an, zeitweise als Vorsitzender des Kulturausschusses. 2009 trat er von diesem Amt aufgrund seiner Verwicklung in die Kölner Parteispendenaffäre zurück.

## Veröffentlichungen
- Die Radikal-Konzepte der Grün-Alternativen: unterwegs zur Unregierbarkeit des Staates? Verlag KPV/NW, 1983
- Privatschulfreiheit – Eine Untersuchung zur Genese, Praxis und Chance eines Grundrechtes. Dissertation, Köln, 1984